# Черепенин, Александр Евгеньевич
Александр Евгеньевич Черепенин (род. 24 августа 1987, Ярославль) — российский хоккеист, вратарь. Мастер спорта России (2015).

## Карьера
Воспитанник ярославского хоккея. Начал выступать во втором составе родного «Локомотива».
В 2005—2010 годах (кроме сезона 2008/09) выступал за ТХК (три сезона в первой лиге, один сезон в высшей лиге), где стал основным голкипером. С 2008 года — резервный вратарь ХК МВД, в сезоне 2008/09 играл за ХК МВД-2 (первая лига), в следующем — вновь за ТХК, однако также включался в заявку на несколько матчей КХЛ (на лёд не выходил).
В 2010—2012 гг. — вратарь команды ВХЛ «Динамо» Тверь/Балашиха (фарм-клуба московского «Динамо», которое в 2010 году объединилось с ХК МВД). В сезоне 2010/11 сыграл 3 матча в КХЛ за московское «Динамо», был третьим вратарём клуба, после Майкла Гарнетта и Алексея Волкова.
В сезоне 2012/13 играл в чемпионате Казахстана за «Арлан» из Кокшетау, став в его составе победителем регулярного первенства и бронзовым призёром по итогам сезона.